# Числення
Числення, Дедуктивна система — система, яка задає множину, зазначаючи первісні елементи й правила виведення. Правила виведення застосовуються до скінченного числа елементів, які називають засновками (ними можуть бути як первісні елементи, так і утворені попередніми застосуваннями правил), і утворюють елемент який називають висновком.
Правила виведення також називають породжувальними правилами.